# Rejon werenowski
Rejon werenowski (biał. Во́ранаўскі раён, Woranauski rajon, ros. Во́роновский райо́н, Woronowskij rajon) – rejon w zachodniej Białorusi, w obwodzie grodzieńskim.

## Geografia
Rejon werenowski ma powierzchnię 1418,39 km². Lasy zajmują powierzchnię 397,58 km², bagna 44,67 km², obiekty wodne 20,24 km². Graniczy od wschodu z rejonem iwiejskim, od południa z rejonem lidzkim, od południowego zachodu z rejonem szczuczyńskim. Od północy przylega do granicy białorusko-litewskiej.
W rejonie znajdują się dwa miasteczka: Werenowo (Woronów) i Raduń.

### Podział administracyjny
Rejon podzielony jest między następujące sielsowiety:
- Bastuny
- Bieniakonie
- Bolciszki
- Dociszki
- Girki
- Konwaliszki
- Misiewicze
- Pirogańce
- Podhorodno
- Raduń
- Zabłoć
- Żyrmuny.

## Ludność
- W 2009 roku rejon zamieszkiwało 30 477 osób, w tym 9005 w osiedlach typu miejskiego i 21 472 na wsi[3].
- 1 stycznia 2010 roku rejon zamieszkiwało ok. 30 300 osób, w tym ok. 9000 w miastach i ok. 21 300 na wsi[4].

### Skład etniczny
- Polacy – 80,8%[5]
- Białorusini – 13%
- Litwini – 1,6%